# When I Get Home
Pistes de A Hard Day's Night
Things We Said Today You Can't Do That
When I Get Home est une chanson écrite par John Lennon et créditée Lennon/McCartney, présente sur l'album A Hard Day's Night.

## Publication en France
La chanson arrive en France en octobre 1964 sur la face B d'un 45 tours EP (« super 45 tours ») sous-titré : Chansons du film « 4 Garçons dans le vent » ; elle est accompagnée  de Things We Said Today. Sur la face A figurent I'm Happy Just to Dance With You et If I Fell. On voit sur la pochette le groupe assis dans des sièges pliants de cinéma, ils se font coiffer par les figurantes de la scène du train dans le film. Pattie Boyd est derrière son futur époux, George Harrison.

## Fiche technique

### Interprètes
- John Lennon : chant, guitare rythmique
- Paul McCartney : basse, chœurs, piano
- George Harrison : guitare solo, chœurs
- Ringo Starr : batterie

### Équipe de production
- George Martin : producteur
- Norman Smith : ingénieur du son
- Ken Scott : ingénieur du son
- Geoff Emerick : ingénieur du son